# Psycadelik Thoughtz
Psycadelik Thoughtz è il quarto album discografico in studio del rapper statunitense B.o.B, pubblicato il 14 agosto 2015.

## Il disco
L'album è stato pubblicato nell'agosto del 2015, e si differenzia molto dagli altri album del rapper, che presentavano uno stile rap ben inciso e varie collaborazioni con altri artisti, invece in questo album vi sono presenti tre featuring, e le sonorità prevalenti sono quelle del jangle pop e della neopsichedelia, che si alternano all'alternative rap ed al funk, e nell'album il rapper fa un uso dell'Auto-Tune molto particolare, generalmente lodato dalla critica. Lo stile dell'album ha ricevuto paragoni ad artisti come Jimi Hendrix ed i Funkadelic.
L'album inizialmente fu progettato per essere un EP ma successivamente alla composizione del brano Back and Forth il rapper decise di allargare il progetto e di renderlo un album. Tra le varie collaborazioni, in Violet Vibrato suona il basso Jeremy Davis dei Paramore, che ha inoltre prodotto il brano.

## Tracce
1. Psycadelik Thoughtz – 3:39
2. Violence (feat. Jon Bellion) – 2:26
3. Confucius (feat. Soaky Siren) – 3:26
4. Back and Forth – 3:43
5. Plain Jane – 3:00
6. Hourglass – 3:48
7. Violet Vibrato – 4:54
8. Up – 4:33
9. Joburg – 4:48
10. Love Life (feat. Sevyn Streeter) – 3:36
11. Have Nots – 3:33